# Breitblättrige Mehlbeere
Die Breitblättrige Mehlbeere (Sorbus latifolia) (in Frankreich als „Alisier de Fontainebleau“ übersetzt „Speierling von Fontainebleau“ bezeichnet) ist ein Bastard, der zum Komplex der Bastard-Mehlbeeren (Sorbus latifolia agg.) gehört, aus der Pflanzengattung Mehlbeeren (Sorbus) innerhalb der Familie der Rosengewächse (Rosaceae). 

## Beschreibung
Die Breitblättrige Mehlbeere ist ein sommergrüner, bzw. laubabwerfender Baum. Er erreicht Wuchshöhen von 10 bis 15 Metern. Die Laubblätter sind bei einer Breite von 7,5 Zentimetern und einer Länge von 8,5 Zentimetern, sie sind an der Basis herzförmig, laufen am Ende spitz zusammen und sind dreieckig gelappt. Die Blattunterseite ist mit weißen Filzhärchen bedeckt. 
Die zwittrigen, radiärsymmetrischen Blüten sind weiß und traubenförmig angeordnet. Die Blütezeit ist im Mai. Im Herbst reifen die leicht kugelförmigen, braunorangen, genießbaren Früchte heran, die bis zu 13 Millimeter groß werden können. Die Breitblättrige Mehlbeere pflanzt sich apomiktisch, das heißt ungeschlechtlich fort.

## Vorkommen und Nutzung
Die Breitblättrige Mehlbeere kam ursprünglich nur in den Laub- und Mischwäldern von Fontainebleau im Pariser Becken vor. Seit 1750 wurde sie aber auch als Zierpflanze in Arboreten, Friedhöfen oder Gärten in den Gemäßigten Breiten gepflanzt. Anfänglich hielt man sie für eine Varietät der Schwedischen Mehlbeere (Sorbus intermedia), doch heute geht man davon aus, dass es sich um eine Hybride aus Echter Mehlbeere (Sorbus aria) und Elsbeere (Sorbus torminalis) handelt.
Die Breitblättrige Mehlbeere wächst in Eichen- und Buchensteppenwäldern, in trockenen Eichen-Hainbuchenwäldern, besonders zusammen mit Quercus petraea oder mit Sorbus torminalis.